# Кинг Вилијам (Вирџинија)
Кинг Вилијам (енгл. King William) насељено је место без административног статуса у америчкој савезној држави Вирџинија.

## Демографија
По попису из 2010. године број становника је 252.
| Група             | 2000.    | 2010.       |
| Белци             | 0 (0,0%) | 159 (63,1%) |
| Афроамериканци    | 0 (0,0%) | 60 (23,8%)  |
| Азијати           | 0 (0,0%) | 4 (1,6%)    |
| Хиспаноамериканци | 0 (0,0%) | 1 (0,4%)    |
| Укупно            | 0        | 252         |